# A Chau
A Chau (kinesiska: 鴉洲, 丫洲, 鸦洲) är en ö i Hongkong (Kina). Den ligger i den norra delen av Hongkong.